# ホブドFC
ホブドFC (英: Khovd FC, モンゴル語: Ховд ФС) は、モンゴル国のホブドを本拠とするプロサッカークラブである。

## 歴史
- 2018年 クラブ創設、モンゴル・ファーストリーグ（英語版）参入。
- 2021年 ファーストリーグ優勝[1]、2021-22シーズンモンゴル・ナショナルプレミアリーグ昇格。

## タイトル
- モンゴル・ファーストリーグ : 1回
  - 優勝：2021

## 歴代所属選手
- カル・チメジー（英語版） 2020
- 中野歩夢 2021
- 川口裕士 2022
- 西村侑馬 2022
- 庭山裕大 2022[2]
- ラグチャースレン・ソドノムラグチャー（英語版） 2022
- 向山裕麻 2022
- 菅澤孝也 2022
- 大塚翔 2022
- 相馬将夏 2022
- 山根歩 2022[3]
- エンクビレグ・プレブドリ（英語版） 2022-
- 村山健 2022-2023
- ナランボルド・ニャム＝オソル（英語版） 2022-
- テムジン・アルタンスフ（英語版） 2022-2023
- チンゾリック・バト・エルデネ（英語版） 2022-
- アマルバヤスガラン・サイハンチュルン（英語版） 2022-
- ブヤント・ムンフバット（英語版） 2022-
- バヤルツェンゲル・プレブドルジ（英語版） 2022-2023
- エンク・オルギル・オトゴンバートル（英語版） 2022-
- アマルザヤ・エルデンビレグ（英語版） 2022-
- エンフトゥルガ・バト・ウルヌク（英語版） 2022-
- バトクヤグ・モンク・エルデネ（英語版） 2022-
- 勇碧 2022-2023
- ミルジャロル・クルボノフ（英語版） 2023
- イ・シユン（朝鮮語版） 2023
- アクロル・ウマルジョノフ（英語版） 2023
- 謝花大喜 2023[4]
- ジフシャン・オルタ（トルコ語版） 2023
- ブヤネメク・ガンバット（英語版） 2023-
- 亀勇斗 2023-2024[5]
- 阿部恵大 2024-
- キム・テミン（朝鮮語版） 2024-
- ウーゴ・サンブラーノ（英語版） 2024-[6]

## 歴代監督
- ガリドマグナイ・バヤスガラン 2022-